# Simbabwische Davis-Cup-Mannschaft
Die simbabwische Davis-Cup-Mannschaft ist die Herren-Tennisnationalmannschaft Simbabwes. 

## Geschichte
Erstmals nahm das Team als Rhodesien 1963 am Davis Cup teil. In der Weltgruppe gab Simbabwe sein Debüt 1998 und zog direkt ins Viertelfinale ein. Dort unterlag die Mannschaft Italien mit 0:5. Auch in den beiden darauffolgenden Jahren war die Mannschaft in der Weltgruppe vertreten, musste anschließend aber den Abstieg in die Kontinentalgruppe hinnehmen. Erfolgreichste Spieler sind das Brüderpaar Wayne und Byron Black: Byron ist mit 56 Siegen bei 31 Teilnahmen der erfolgreichste Spieler seines Landes und auch gleichzeitig Rekordspieler. Bruder Wayne ist mit 19 Doppelsiegen immerhin der beste Doppelspezialist.